# Liturgisch vaatwerk (katholicisme)
Het liturgisch vaatwerk in de Katholieke Kerk bestaat uit de niet-textiele benodigdheden voor het vieren van de Mis. Het liturgisch vaatwerk omvat de vasa sacra en de vasa non sacra.

## Vasa sacra
De vasa sacra of heilig vaatwerk (het liturgisch vaatwerk dat direct in aanraking komt met de geconsacreerde eucharistische gaven) zijn
- de miskelk met kelklepeltje
- de pateen of hostieschaal
- de ciborie
- de pyxis of ziekendoosje
- de monstrans, die gebruikt wordt voor de aanbidding van de geconsacreerde hostie
- de custodiale waarin de grote Hostie buiten de aanbidding in een lunula wordt bewaard
- enkel bij pauskroningen vroeger: de asterisk.

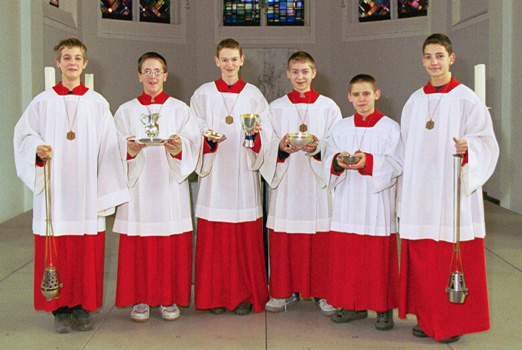
Misdienaars met wierookvaten, lavabokan, lavaboschaal, kelk en hostieschalen

## Vasa non sacra
De vasa non sacra (liturgisch vaatwerk dat niet in aanraking komt met de geconsacreerde eucharistische gaven) zijn
- de vaten en flesjes voor de H. oliën
- wierookvat en wierookscheepje
- wijwatervat
- lavabokan en lavaboschaal voor de handenwassing
- de ampullen
- ablutievat, ablutiekelk, ablutiekan en ablutiebeker

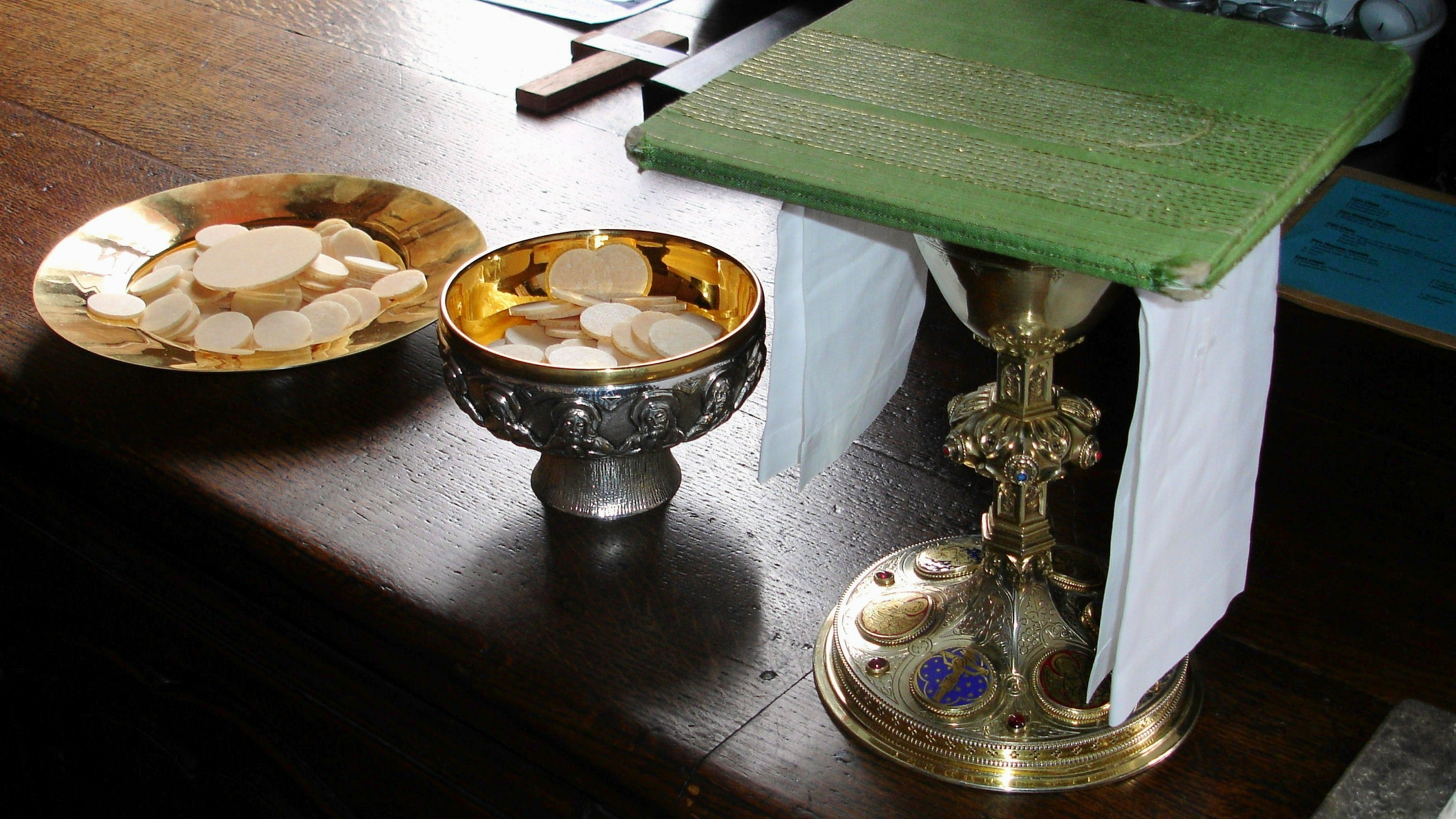
Pateen, ciborie, miskelk, kelkdoekje en bursa

- hostiedoos.

## Vereisten voor het liturgische vaatwerk
Artikels 327 tot en met 334 van de Institutio Generalis Missalis Romani (editie van 2000) bepalen de vereisten waaraan het heilig vaatwerk (vasa sacra) moet voldoen. De belangrijkste bepalingen zijn dat, zeker wat het vaatwerk betreft dat bestemd is om het Lichaam en het Bloed van de Heer te bevatten, het uit een nobel en sterk materiaal moet vervaardigd zijn. Breekbaar materiaal zoals glas, aardewerk of klei mogen hiervoor niet gebruikt worden, zoals Redemptionis Sacramentum in 2004 verduidelijkte. Sinds de Tweede beeldenstorm en de liturgische vernieuwingen was men op sommige plaatsen dit breekbaar en alledaags materiaal gaan gebruiken; vroeger bestonden hier rond geen problemen, daar voor 1968 de reglementering voor liturgische voorwerpen streng was, veelal was (een laag van) goud verplicht.
De sanctusbel en de altaarschel behoren niet tot het vaatwerk. Dit zijn strikt genomen muziekinstrumenten.
Liturgische voorwerpen van textiel worden paramenten genoemd. Deze omvatten onder andere het kelkgerei.

## Afbeeldingen
Vasa sacra

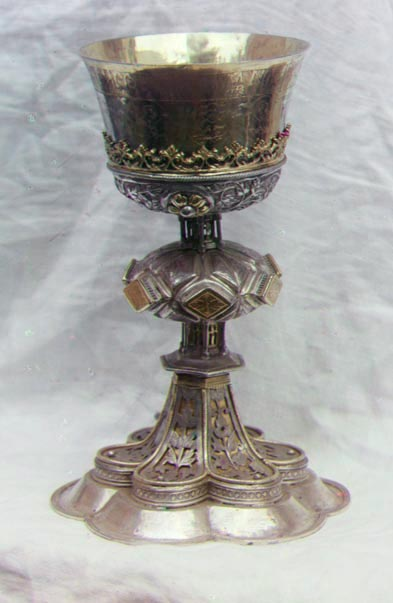
Miskelk
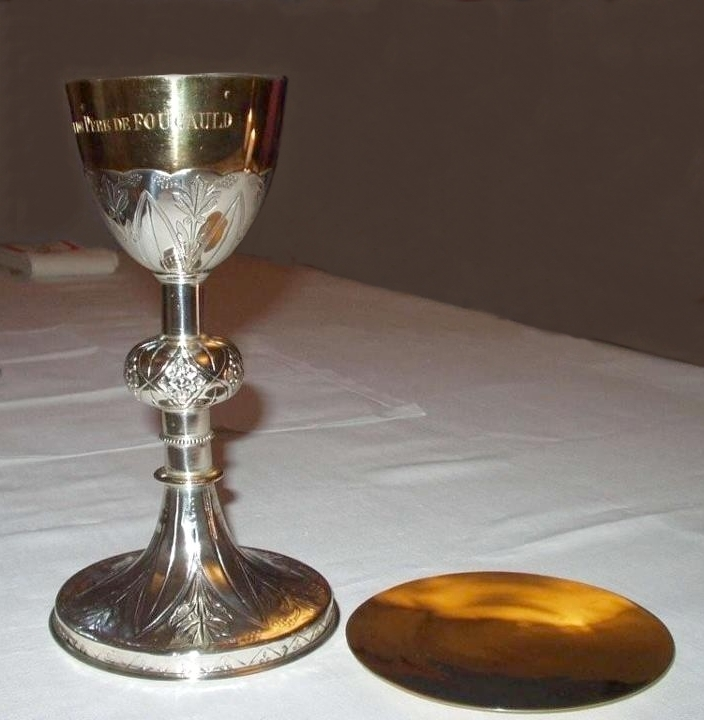
Pateen naast de miskelk
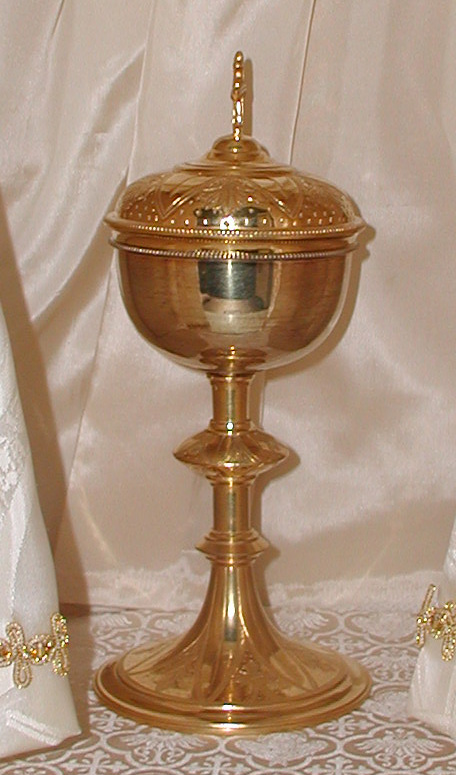
Ciborie
Pyxis
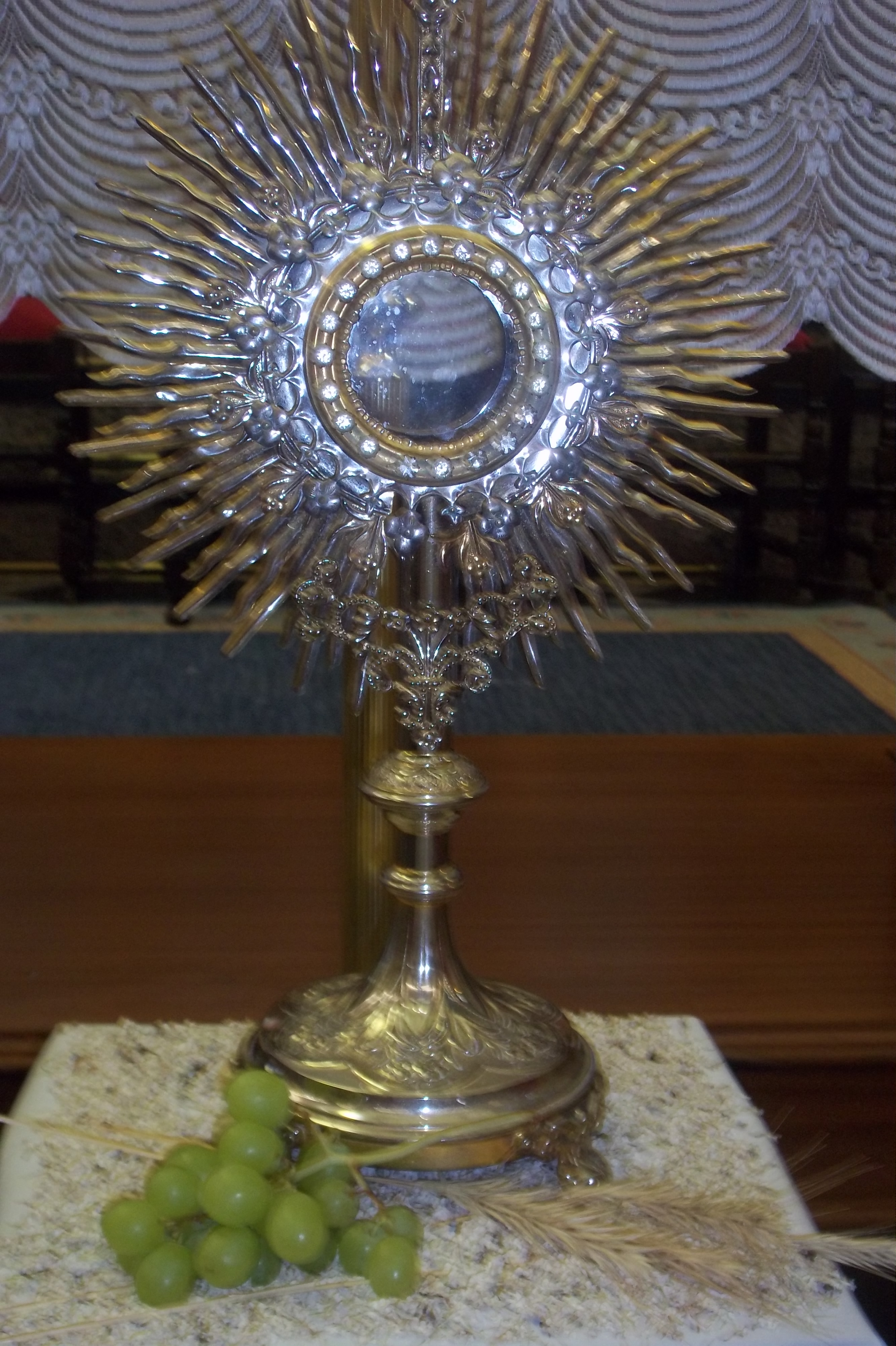
Monstrans
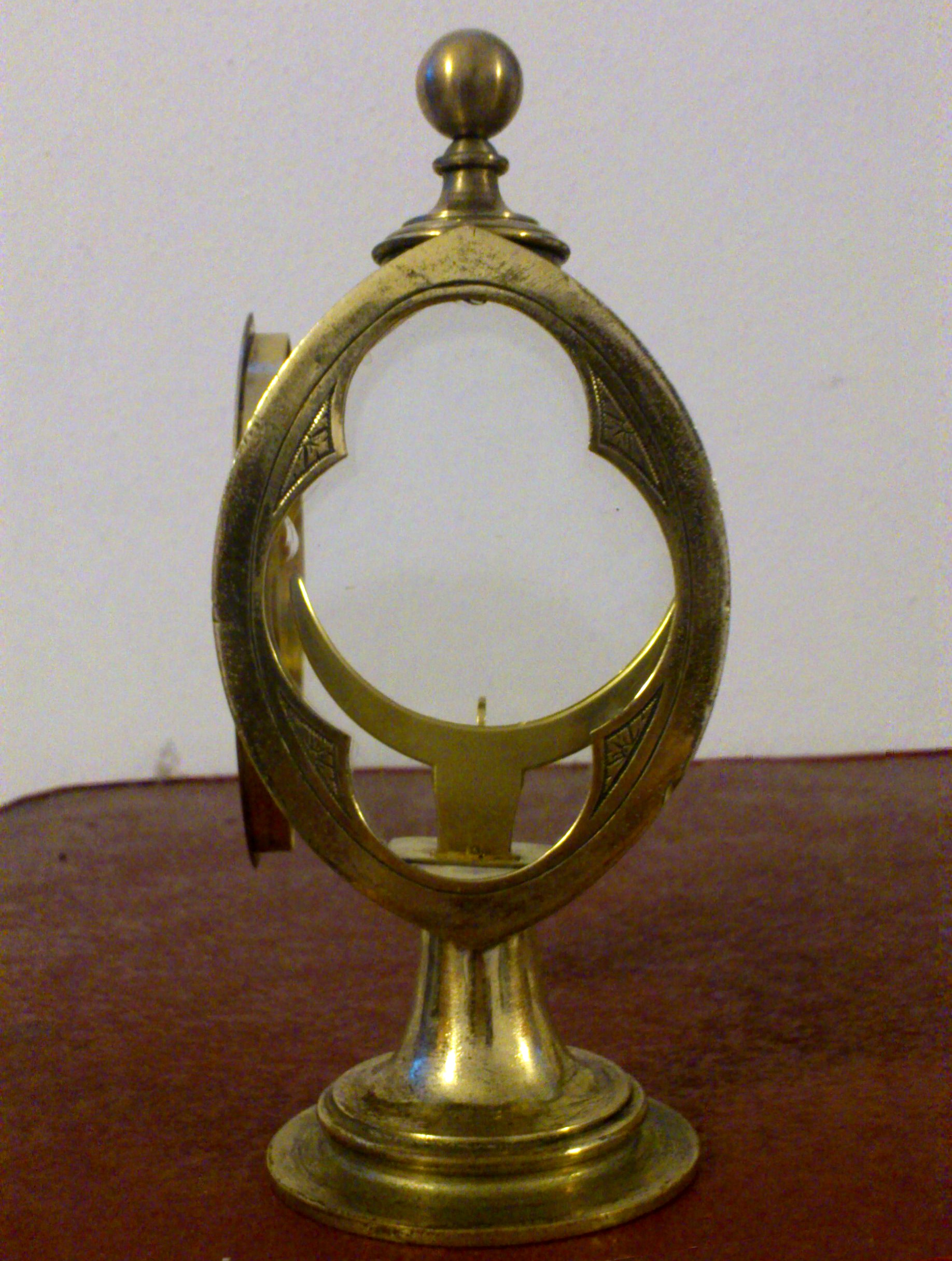
Custodiale

Vasa non sacra

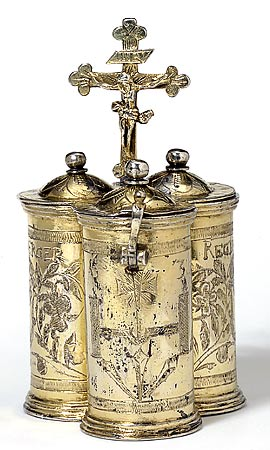
Vaten voor de heilige oliën
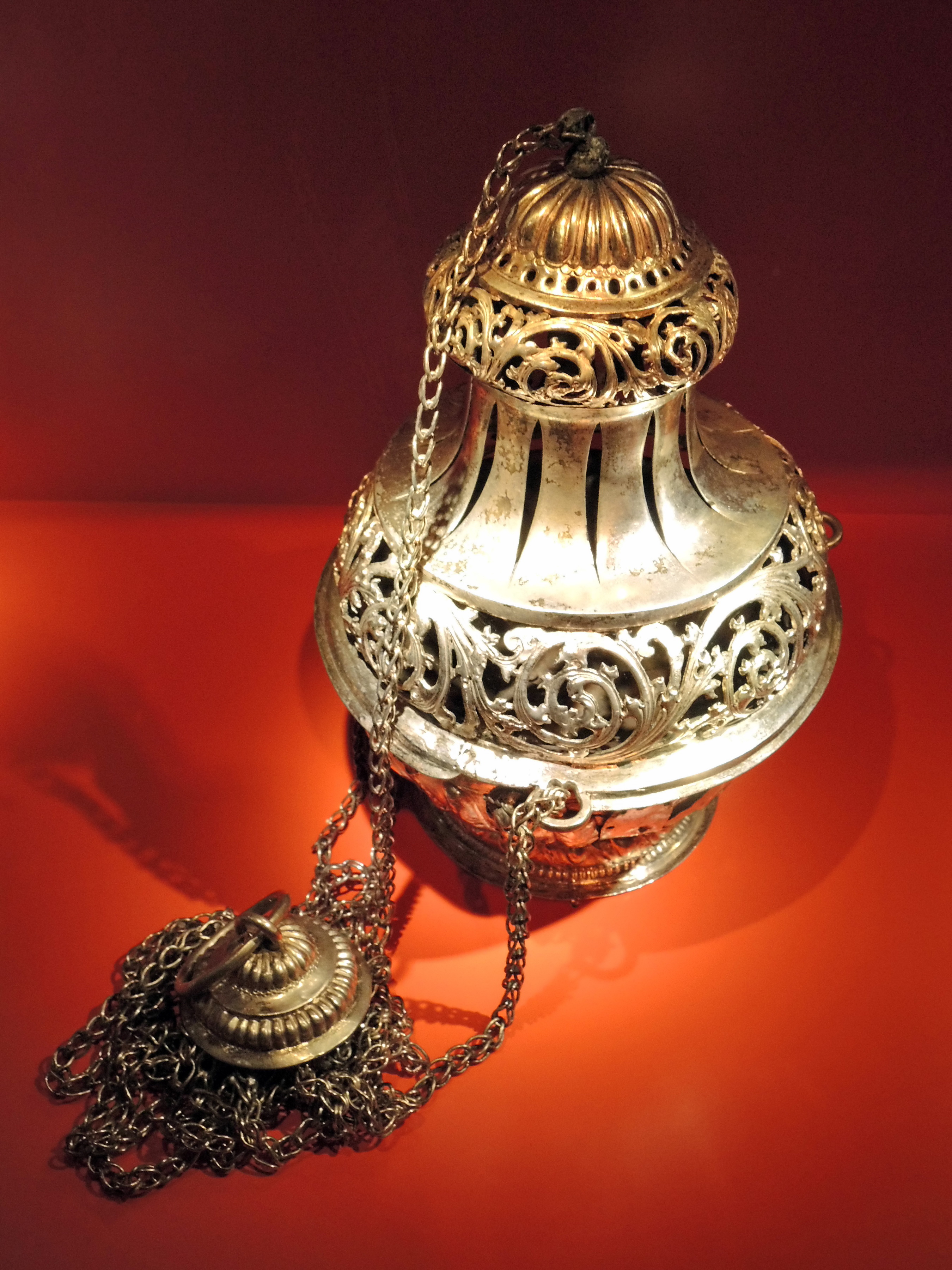
Wierookvat
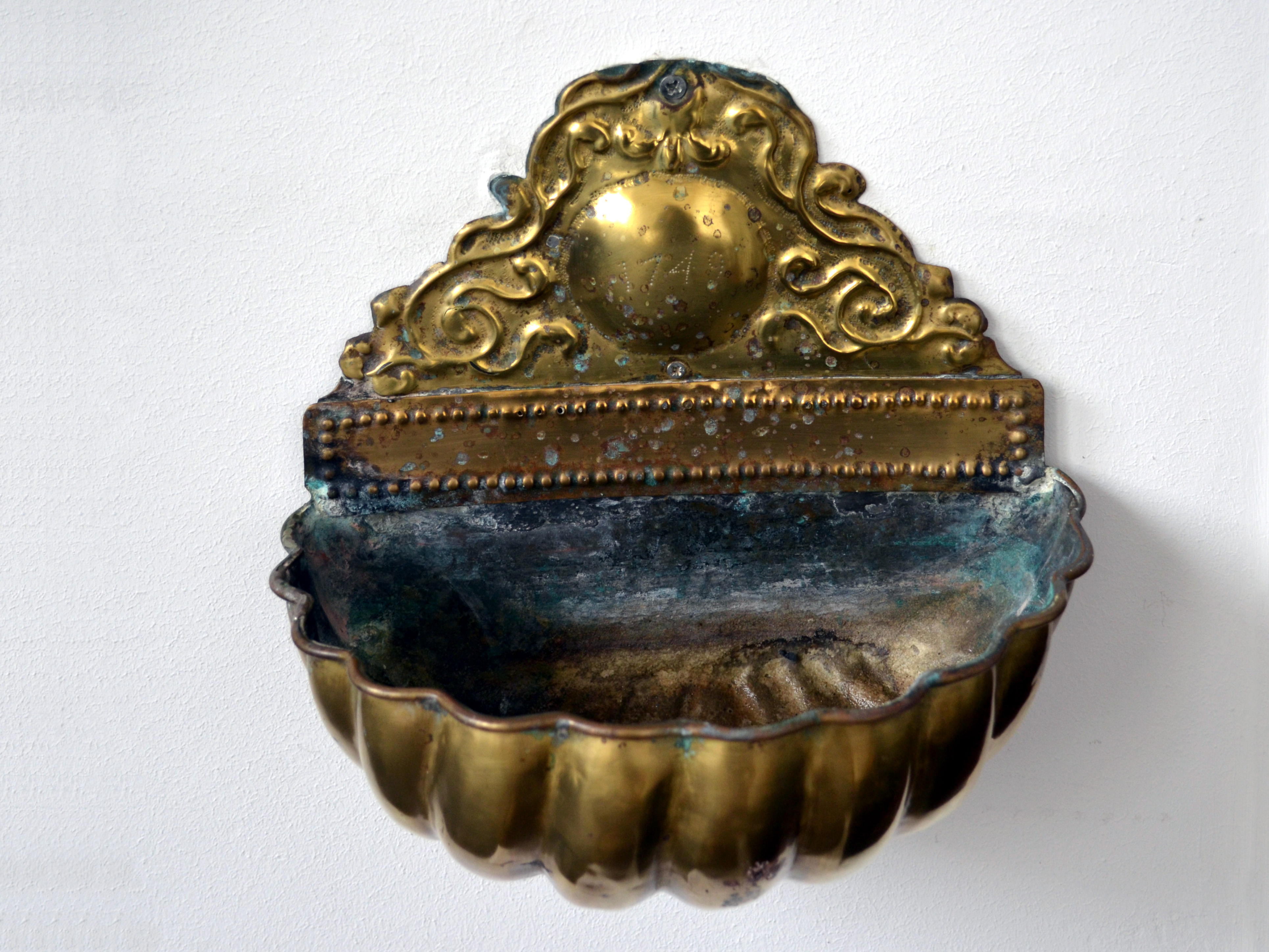
Wijwatervat
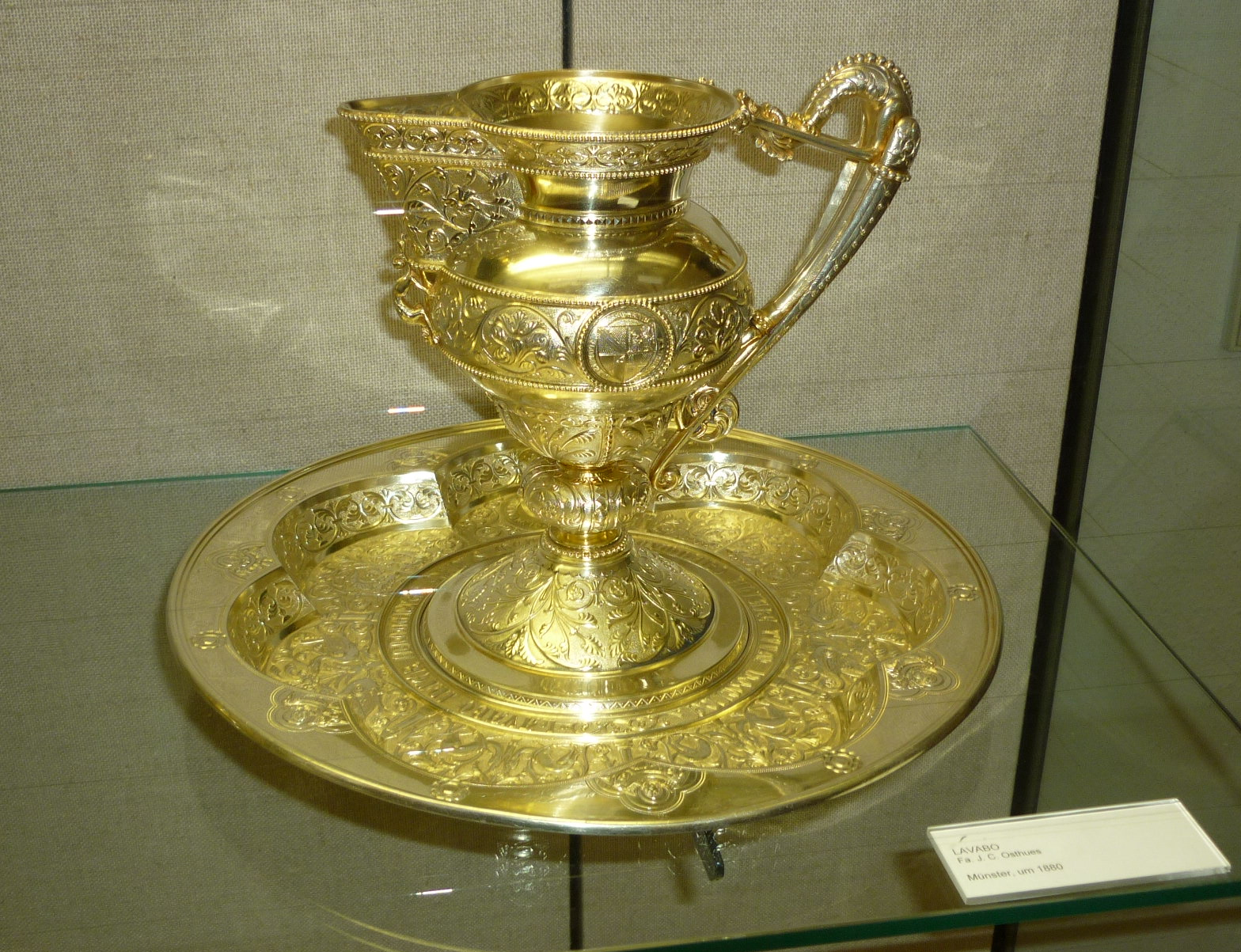
Lavabokan en schaal
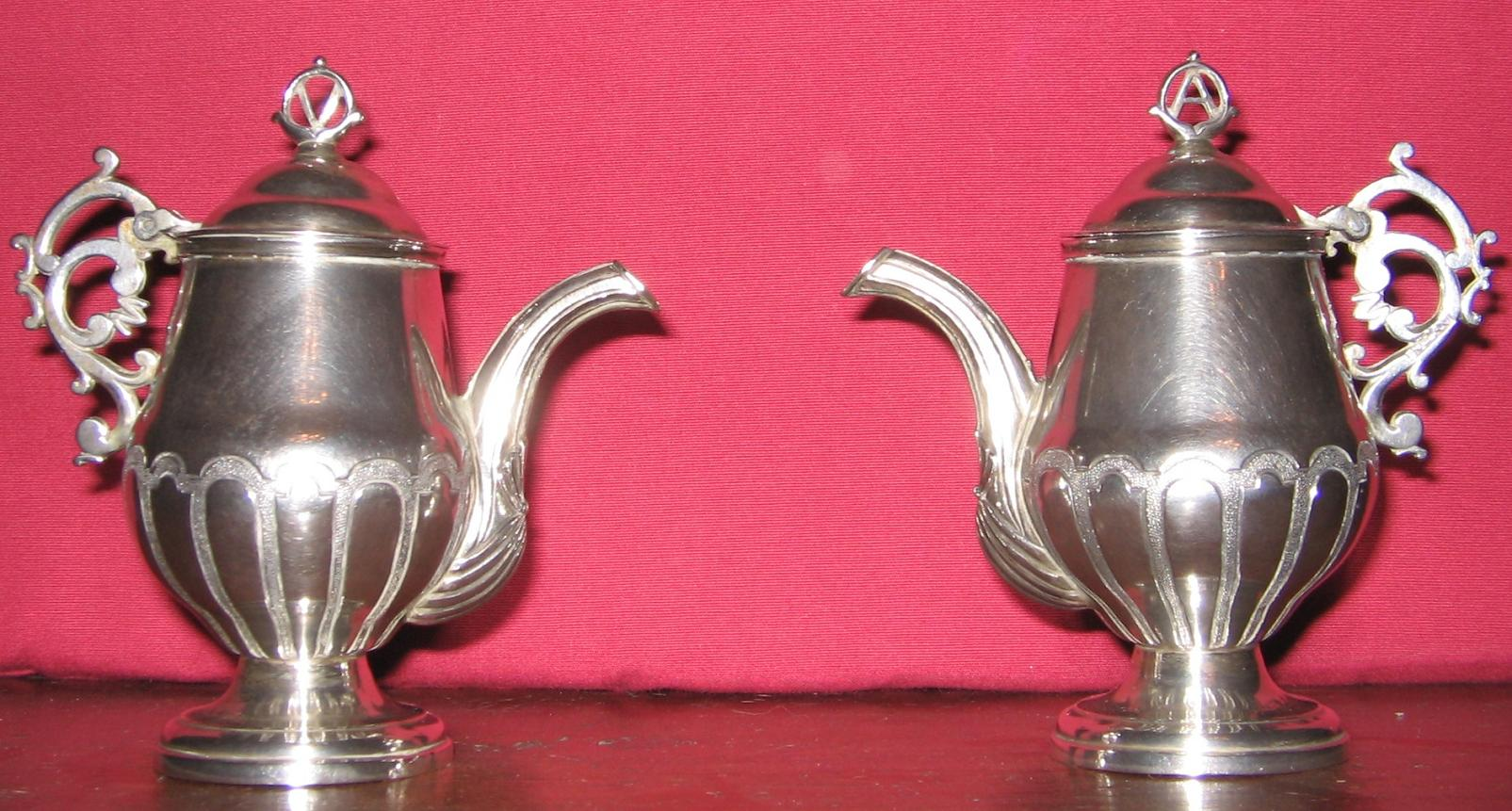
Ampullen